# Fès-Médina

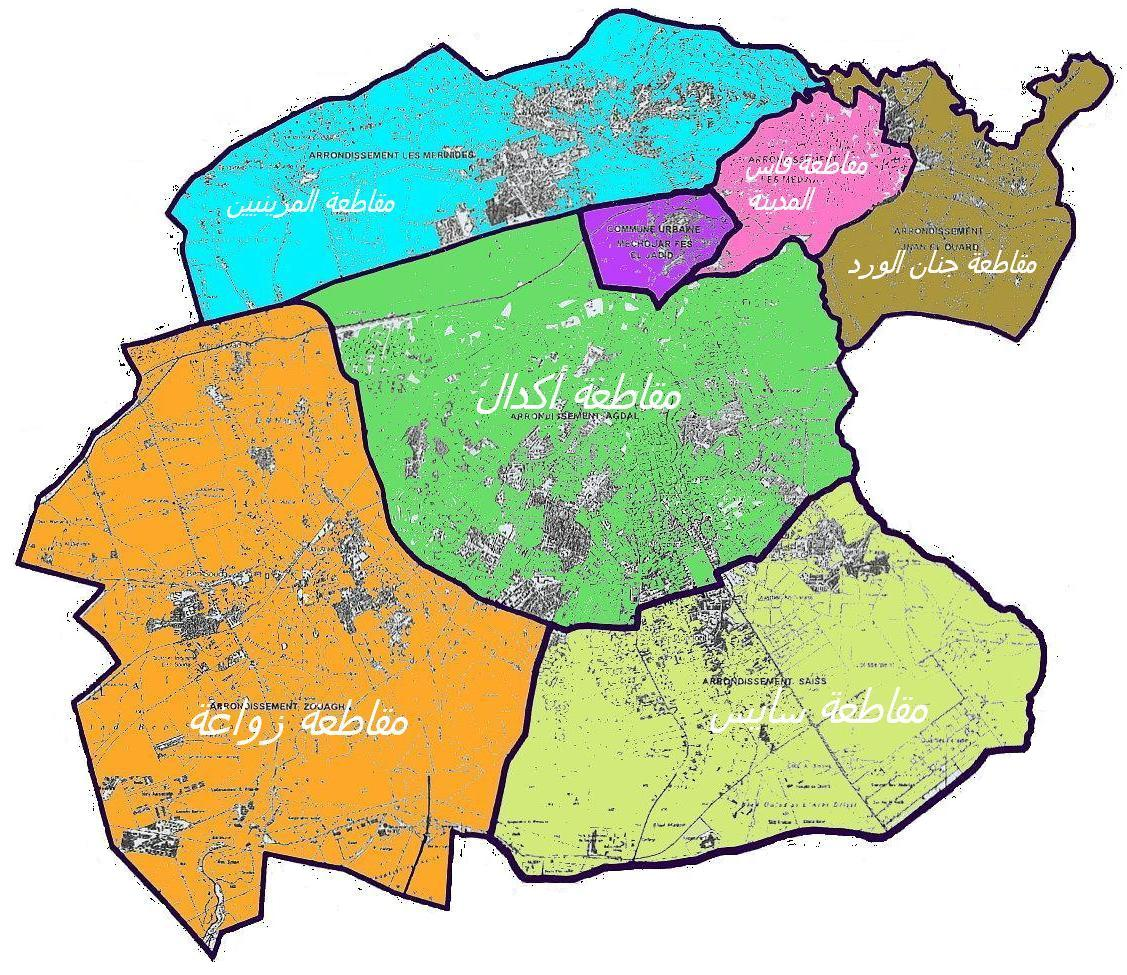
Carte des différents arrondissements de Fès.

Fès Médina est l'un des six arrondissements de la ville de Fès, elle-même située au sein de la préfecture de Fès, dans la région de Fès-Meknès. 
Cet arrondissement a connu, de 1994 à 2004 (années des derniers recensements), une baisse de population, passant de 109 137 à 91 473 habitants.